# Estância
Estância è un comune del Brasile nello Stato del Sergipe, parte della mesoregione del Leste Sergipano e della microregione di Estância.